# Silvia Angulo
Pour les articles homonymes, voir Angulo.
Silvia Angulo Rugeles, née le 14 septembre 1983 à Bucaramanga, est une joueuse de squash représentant la Colombie. Elle atteint en mars 2007 la 66e place mondiale sur le circuit international, son meilleur classement. 
Elle s'illustre lors des Jeux sud-américains de 2010 où elle atteint la finale individuelle, remporte le double féminin avec Catalina Peláez et l'épreuve par équipes.